# Tem không răng

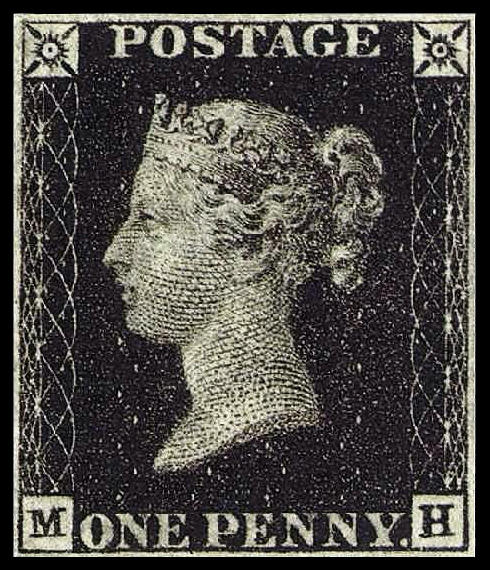
Penny Black, Con tem thư đầu tiên của nhân loại

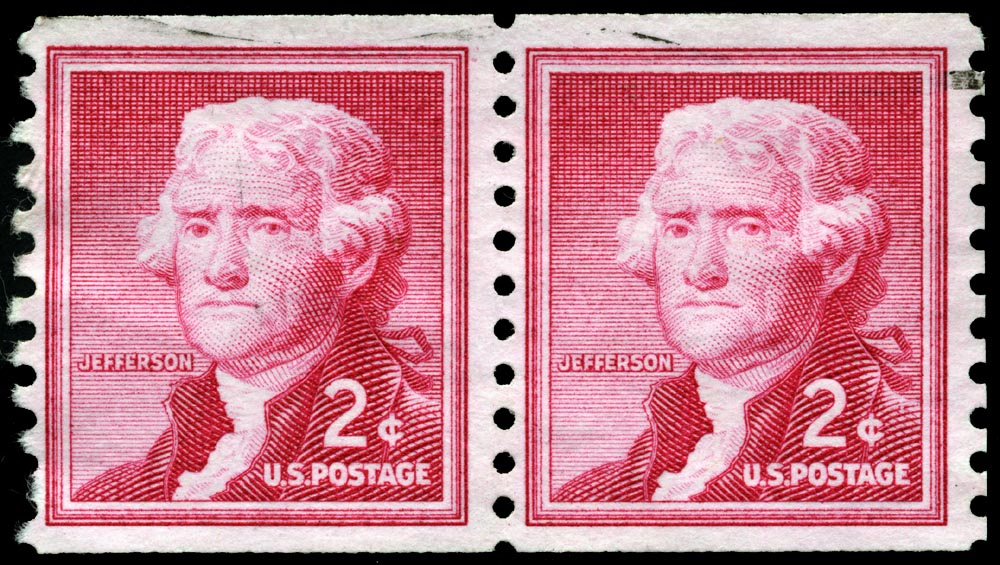
Cặp tem 2 xen của Mỹ năm 1954.

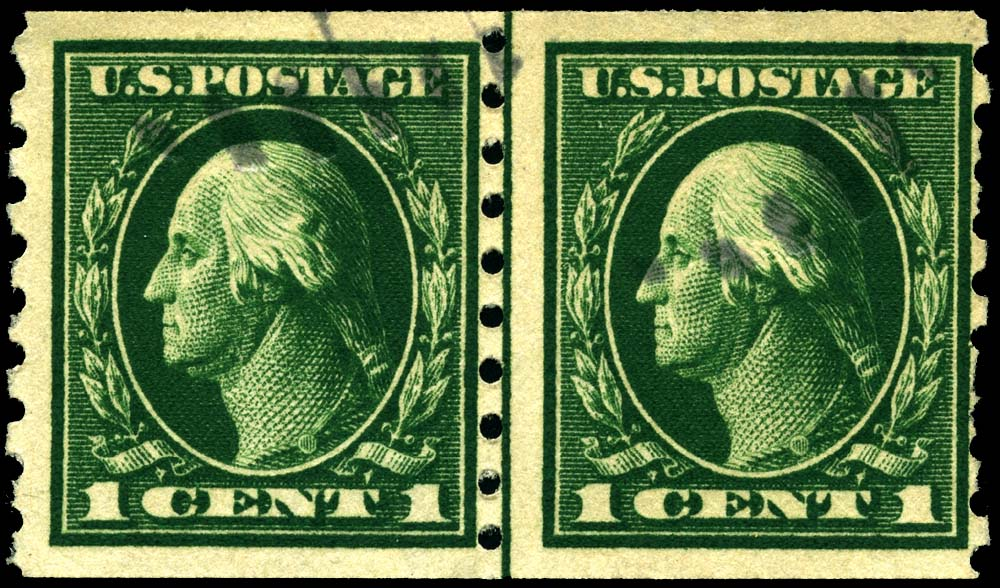
Cặp tem 1 xen của Mỹ năm 1908

Tem không răng là tem thư có hình ảnh và nội dung giống y hệt tem có răng, nhưng thay vì có răng cưa để dễ xé tem khi gửi thư thì nó được cắt phẳng theo hình dạng của con tem (chữ nhật, vuông,...).

## Lịch sử
Ngay từ năm 1836 người Áo Laurenz Koschier tại Laibach đã đề nghị với chính phủ Áo đưa tem thư vào sử dụng để đơn giản hóa hệ thống bưu điện. Người bán sách ở Scotland, James Chalmers, cũng đưa ra một đề nghị tương tự vào năm 1838. Sir Rowland Hill, người được chính phủ Anh giao nhiệm vụ cải tổ hệ thống bưu điện năm 1835, có lẽ đã lãnh nhận đề nghị này và đưa vào chương trình cải tổ của ông. Ông được xem như là người phát minh ra tem thư.
Rowland Hill cũng chịu trách nhiệm về mẫu mã cho hai con tem đầu tiên. Hằng ngàn bản phác thảo thiết kế được gửi đến đều bị Rowland Hill từ chối. Cuối cùng ông đã lấy bản vẽ của đồng tiền kỷ niệm từ năm 1837: con tem trị giá 1 penny mang chân dung Victoria của Anh I trên nền đen và loại 2 penny trên nền xanh nước biển. Con tem đầu tiên dán bằng keo được phát hành lần đầu tiên vào ngày 6 tháng 5 năm 1840 tại Anh theo đề nghị của Rowland Hill, và con tem màu xanh sau đó hai ngày. Do có trị giá là một penny nên giới sưu tầm tem thư gọi con tem đầu tiên là con tem Penny Đen (Penny Black). Henry Corbald là người đúc bản in cho hai con tem đầu tiên này. Nhà in Perkins, Bacon Petch được giao nhiệm vụ in ấn.